# Amata nesothetis
Amata nesothetis är en fjärilsart som beskrevs av Edward Meyrick 1886. Amata nesothetis ingår i släktet Amata och familjen björnspinnare. Inga underarter finns listade i Catalogue of Life.